# Adam Bieniasz
Adam Wojciech Bieniasz (ur. 23 lutego 1911 w Sanoku, zm. 2 lutego 1983 tamże) – polski nauczyciel, pilot balonowy i szybowcowy, działacz i sędzia sportowy.

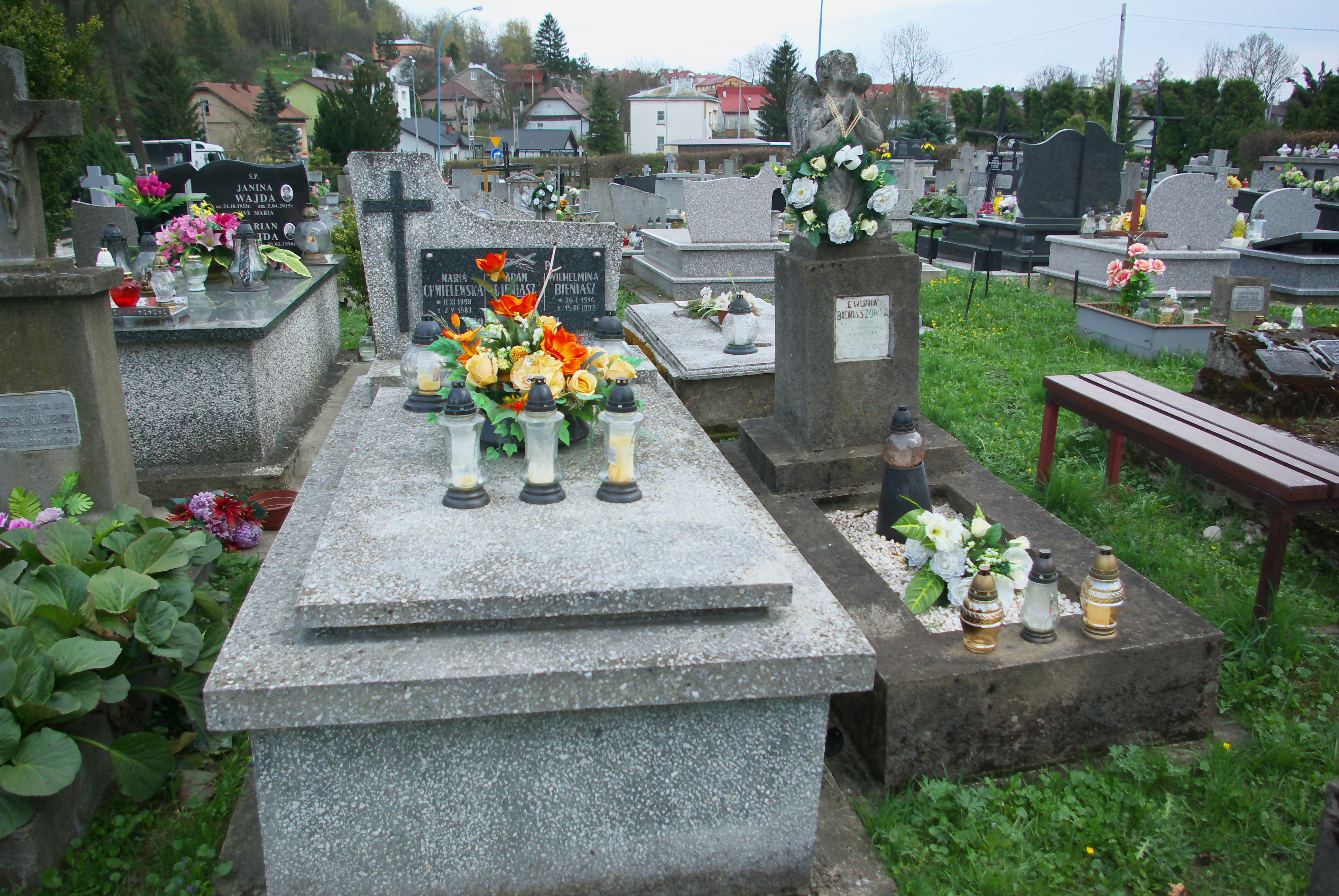
Nagrobek Adama Bieniasza (z lewej)

## Życiorys
Urodził się 23 lutego 1911 w Sanoku. Pochodził z położonego nieopodal Wielopola (obecnie część Zagórza). Był synem Ludwika (inżynier, 1882-1949) i Antoniny z domu Krzyształowicz (zm. 1961). Miał siostrę Elżbietę Zwonarz (ur. 1909, od 1929 do 1938 zamężna z Alojzym Bełzą).
W 1929 zdał egzamin dojrzałości w Państwowym Gimnazjum im. Królowej Zofii w Sanoku (w jego klasie byli m.in. Stanisław Gerstmann, Norbert Ramer, Lidia Sembratowicz, Eugeniusz Duda, Ryszard Linscheid, Mieczysław Wiśniowski). Podjął studia na Akademii Górniczej w Krakowie, które przerwał po trzech latach z uwagi na kłopoty materialne. Przeniósł się do Lwowa zamieszkując u swojego stryja. Tam podjął studia w Wyższej Szkole Handlu Zagranicznego, od 1937 Akademia Handlu Zagranicznego we Lwowie, gdzie w 1938 zdobył dyplom. Pod kierunkiem instruktorów Humena i Młynarskiego ukończył szkołę pilotażu w Bezmiechowej uzyskując kategorię C (uprawniającą do noszenia odznaki z trzema „mewkami”). Był członkiem sekcji sanockiej Szkoły Szybowcowej LOPP. Po studiach powrócił do Sanoka i podjął pracę w fabryce Sanok Polska Spółka dla Przemysłu Gumowego. Przystąpił do przyzakładowego Klubu Balonowego, dysponującego największym w kraju balonem „Sanok” (o pojemności 2000 m³). Odbywał pierwsze loty wraz z Alfredem Miklerem oraz dyrektorem technicznym fabryki inż. Władysławem Kubicą. W trwających od 16 czerwca 1938 Lwowskich Zawodach Balonowych balonów wolnych pilotując balon „Sanok” z por. Bronisławem Koblańskim, docierając aż na obszar przygraniczny w pobliże wsi Wołkowce i Dźwinogród, a tym samym uzyskując najdalszy przelot i wygrywając rywalizację (podczas lądowania doznał złamania lewej nogi). Pod koniec lat 30. udzielał się w działającej w podsanockich Olchowcach Szkole Szybowcowej Ligi Obrony Powietrznej i Przeciwgazowej (m.in. wspólnie z Zbigniewem Szuberem).
W 1939 podjął pracę w Hucie Stalowa Wola nadal startując w zawodach balonowych w parze z Alfredem Miklerem. W Warszawie zdał egzamin na pilota balonów wolnych uzyskując legitymację federacji FIA. Został wskazany jako członek załogi towarzyszącej na zawody o Puchar Gordona Bennetta, planowane na wrzesień 1939, co uniemożliwił wybuch II wojny światowej.
Po tułaczce w trakcie okupacji niemieckiej dotarł do Wielopola. Wraz z żoną Wilhelminą został aresztowany przez gestapo w Sanoku w związku z podejrzeniem udziału w pomocy przy przekraczaniu granicy uchodźcom na Węgry i osadzony i 2 lutego 1940 osadzony w więzieniu w Sanoku. Po torturach i sześciomiesięcznym areszcie został zwolniony. Wraz z żoną działali w konspiracji w ramach ZWZ-AK udzielając pomocy działaczom ruchu oporu, a ich dom służył jako miejsce przechowywania broni i lokal do celów prowadzenia tajnego kursu podoficerskiego. Adam Bieniasz posługiwał się wówczas pseudonimem „Aspik”. W konspiracji współpracował także ze swoją siostrą, Elżbietą ps. „Elza” (kurierka, więziona przez Niemców) oraz jej mężem Alojzym Bełzą ps. „Alik”, a także z Mieczysławem Przystaszem. Ponownie został aresztowany przez Niemców w 1944, a wolność odzyskał w czasie nadejścia frontu wschodniego i Armii Czerwonej. Latem 1944 brał udział w akcji „Burza” w szeregach Oddziału Partyzanckiego „Południe”.
Po wojnie osiadł wraz z żoną w Sanoku. Został nauczycielem w Gimnazjum Kupieckim i Liceum Handlowym w Sanoku (późniejsze Technikum Ekonomiczne), gdzie uczył w roku szkolnym 1944/1945 i 1945/1946, następnie po dwóch latach przerwy ponownie pracował od września 1948 do sierpnia 1972, wykładając matematykę, arytmetykę handlową, towaroznawstwo, przysposobienie wojskowe. Z jego inicjatywy powstało boisko sportowe przy pierwotnym budynku szkoły przy ulicy Jagiellońskiej w Sanoku. Ponadto w szkole był organizatorem przedstawień teatralnych, chóru.
Po zakończeniu wojny działał w utworzonej w Sanoku Filii Aeroklubu Rzeszowskiego nr 1 (m.in. ponownie z Adamem Bieniaszem). W 1946 został członkiem zarządu reaktywowanego wówczas sanockiego gniazda Polskiego Towarzystwa Gimnastycznego „Sokół”. Od 1947 przebywał na obozach szkoleniowych dla pilotów pilotażu w miejscowościach Goleszów i Porąbka–Żar. Działał w sanockiej filii Aeroklubu Podkarpackiego nr 1. Czynnym pilotem szybowcowym był do 1951. Był jednym z inicjatorów powstania oddziału PTTK w Sanoku (1951/1952). Równolegle z pracą pedagogiczną zaangażował się w działalność sportową w dyscyplinach narciarstwa i lekkiej atletyki. Będąc członkiem klubu Unia Sanok był współorganizatorem Wojewódzkich Mistrzostw Okręgowych Juniorów w Lekkoatletyce rozegranych w czerwcu 1951 w Sanoku. Od końca 1952 był jednym z osób kierujących budową. Na początku 1953 został kierownikiem mistrzostw Polski juniorów w narciarstwie w Iwoniczu. W 1953 został państwowym sędzią związkowym w narciarstwie, w 1975 sędzią międzynarodowym z prawem orzekania skoków narciarskich. Przez wiele lat działał w Okręgowym Związku Narciarskim w Krośnie. Był także wieloletnim sędzią lekkoatletycznym. Na początku lat 70. odszedł na emeryturę. Był także muzykiem i działaczem kulturalnym. Był członkiem zespołu wokalnego Czwórka Rewelersów, działającym w Powiatowym Domu Kultury, działającym w budynku przy ul. Adama Mickiewicza 24 w Sanoku (prócz niego także m.in. Zbigniew Dańczyszyn, Benedykt Gajewski). Należał do sanockiej organizacji ORMO. W 1965 zasiadł w zarządzie oddziału w Sanoku ZBoWiD.
W Sanoku zamieszkiwał przy ulicy Marcelego Nowotki 25 (późniejsza ulica 2 Pułku Strzelców Podhalańskich), później w domu przy ulicy Cichej 8. Jego żoną była Wilhelmina z domu Chmielewska (1914-1992), także absolwentka AHZ we Lwowie i również powojenna nauczycielka w szkole ekonomicznej w Sanoku.
Zmarł 2 lutego 1983 w Sanoku. Został pochowany w grobowcu rodzinnym na Cmentarzu Centralnym w Sanoku 5 lutego 1983. Obok grobowca Adama i Wilhelminy Bieniaszów została pochowana ich córka Ewa Bieniasz (1941-1946), zmarła na zapalenie opon mózgowych. Synem Adama Bieniasza jest Maciej Bieniasz.

## Odznaczenia
- Złoty Krzyż Zasługi[1][25]
- Srebrny Krzyż Zasługi[25]
- Medal „Za Zasługi w Kultury Fizycznej”[25]
- Odznaczenia państwowe i resortowe[25]